# 鲍峡镇
鲍峡镇，是中华人民共和国湖北省十堰市郧阳区下辖的一个乡镇级行政单位。

## 行政区划
鲍峡镇下辖以下地区：
鲍家店村、辽坡村、鲜鱼寺村、姚家湾村、小花国村、郭家店村、大堰沟村、大庙村、黎家沟村、分水岭村、东沟村、何田村、小洄水村、桦栎岗村、水西村、余家湾村、苍浪村、陈湾村、孤山村、军家坪村、赵湾村、鸡公河村、高桥村、枧池村和大墩子村。